# پیپت نوک‌دراز
پیپت نوک‌دراز (نام علمی: Anthus similis) پرنده‌ای از سرده پیپت‌ها در راستهٔ گنجشک‌سانان است.
چند زیرگونه برای جمعیت‌های پیپت نوک‌دراز آفریقا، شبه‌جزیره عربستان و آسیای جنوبی نام‌گذاری شده است و وضعیت آرایه‌شناسی این پیچیدگی هنوز حل نشده است. بیشتر پیپت‌های نوک‌دراز، ساکن یا پرنده مهاجر کوتاه‌بُرد هستند.
این پرنده در ایران نیز (بیشتر در جنوب شرقی و در زمستان، به صورت عبوری و مهاجر به جز کنار دریا) یافت می‌شود.

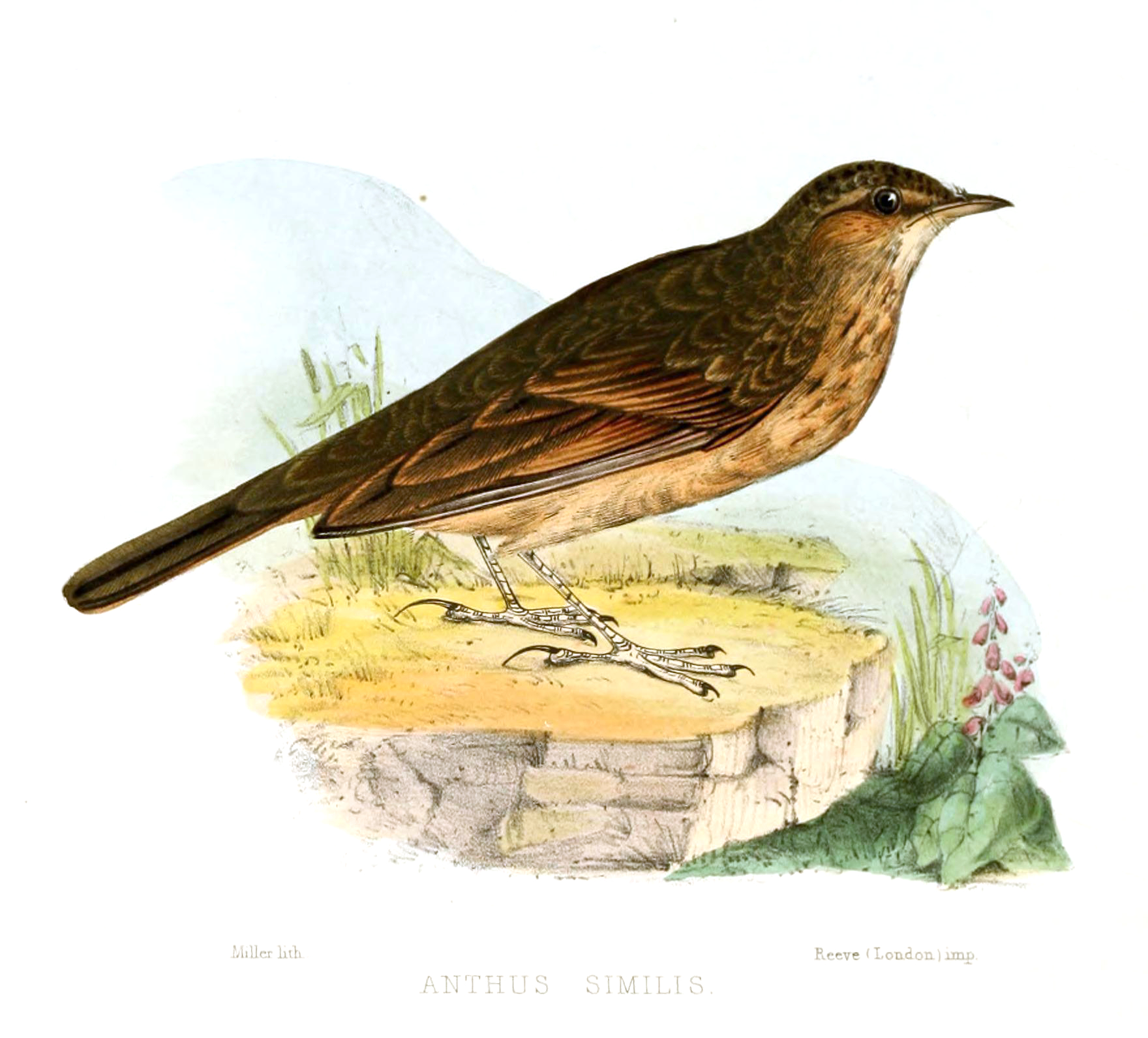
طرح پیپت نوک‌دراز - زیرگونهٔ Anthus similis Jerdon

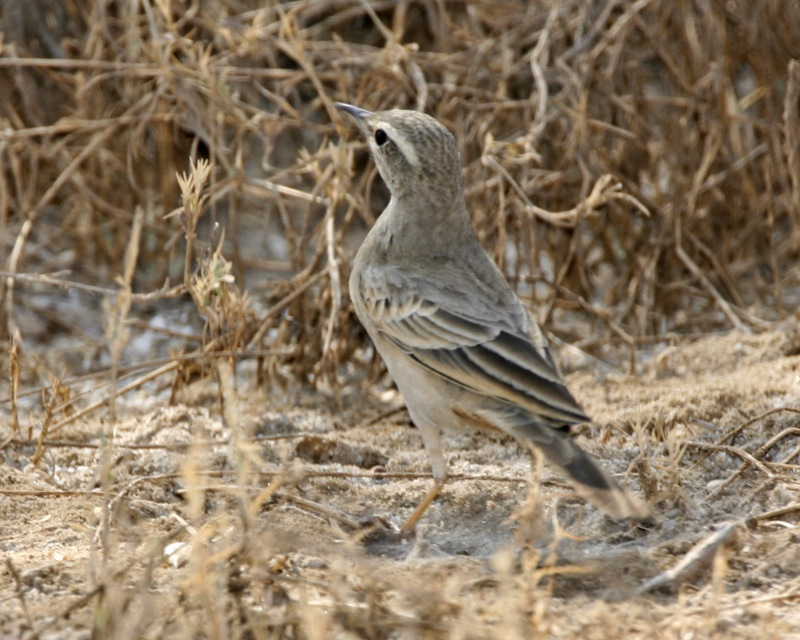
پیپت نوک‌دراز - زیرگونهٔ Anthus similis decaptus

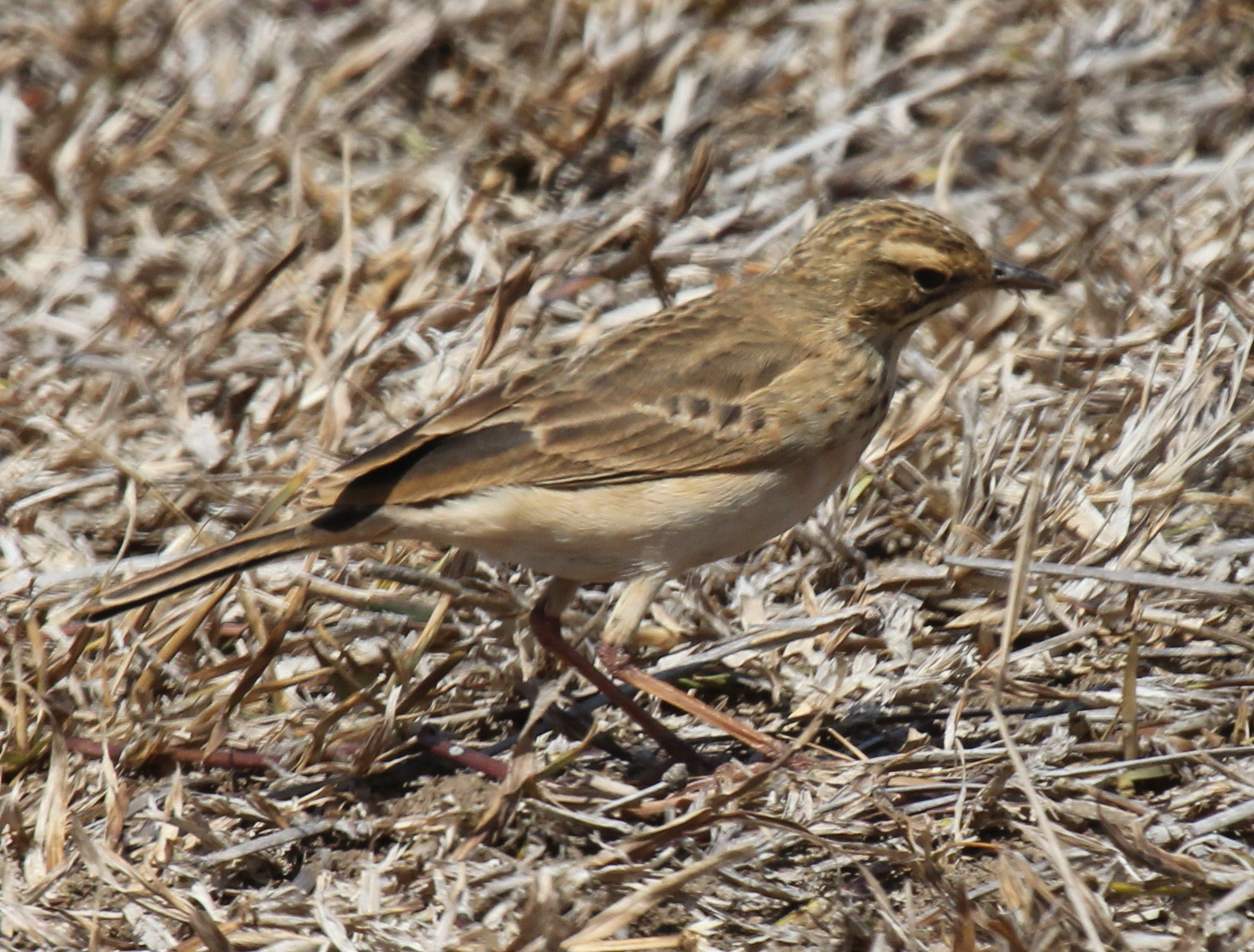
پیپت نوک‌دراز

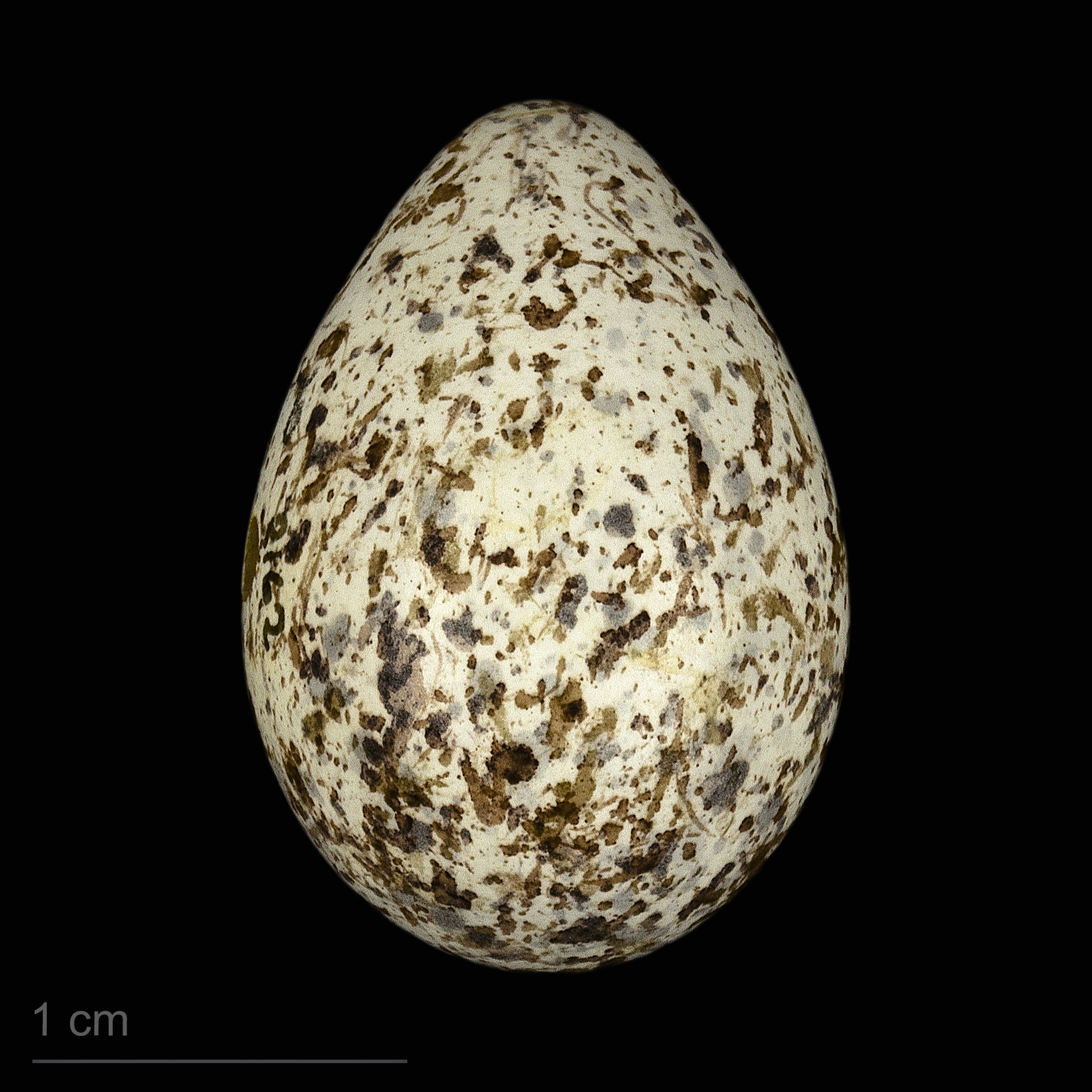
Anthus similis captus